# Liste der Kulturdenkmale in Osterhausen
Die Liste der Kulturdenkmale in Osterhausen enthält die Kulturdenkmale des Landesamtes für Denkmalpflege und Archäologie in Sachsen-Anhalt im Ortsteil Osterhausen der Gemeinde Lutherstadt Eisleben und ist eine Teilliste der Liste der Kulturdenkmale in Lutherstadt Eisleben. Grundlage ist das Denkmalverzeichnis des Landes Sachsen-Anhalt, das auf Basis des Denkmalschutzgesetzes des Landes Sachsen-Anhalt, welches am 21. Oktober 1991 durch das Landesamt erstellt und seither laufend ergänzt wurde (Stand: 31. Dezember 2022).

## Legende
In den Spalten befinden sich folgende Informationen:
- Lage: Nennt den Straßennamen und wenn vorhanden die Hausnummer des Kulturdenkmals. Die Grundsortierung der Liste erfolgt nach dieser Adresse. Der Link „Karte“ führt zu verschiedenen Kartendarstellungen und nennt die geographischen Koordinaten.
Link zu einem Kartenansichtstool, um Koordinaten zu setzen. In der Kartenansicht sind Baudenkmale ohne Koordinaten mit einem roten bzw. orangen Marker dargestellt und können in der Karte gesetzt werden. Baudenkmale ohne Bild sind mit einem blauen bzw. roten Marker gekennzeichnet, Baudenkmale mit Bild mit einem grünen bzw. orangen Marker.
- Offizielle Bezeichnung: Nennt den Namen, die Bezeichnung oder zumindest die Art des Kulturdenkmals und verlinkt, soweit vorhanden, auf den Artikel zum Objekt.
- Beschreibung: Nennt bauliche und geschichtliche Einzelheiten des Kulturdenkmals, vorzugsweise die Denkmaleigenschaften.
- Erfassungsnummer: Für jedes Kulturdenkmal wird in Sachsen-Anhalt eine 20stellige Erfassungsnummer vergeben. Die letzten zwölf Ziffern werden für die Untergliederung nach Teilobjekten genutzt und werden nur angegeben, soweit vergeben. In dieser Spalte kann sich folgendes Icon  befinden, dies führt zu Angaben zu diesem Baudenkmal bei Wikidata.
- Ausweisungsart: Die Einordnung des Denkmales nach § 2 Abs. 2 DenkmSchG LSA
- Bild: Ein Bild des Denkmales, und gegebenenfalls einen Link zu weiteren Fotos des Kulturdenkmals im Medienarchiv Wikimedia Commons. Wenn man auf das Kamerasymbol klickt, können Fotos zu Kulturdenkmalen aus dieser Liste hochgeladen werden:

## Kulturdenkmale
| Lage                                                                               | Bezeichnung | Beschreibung | Erfassungs- nummer | Ausweisungsart | Bild           |
| ---------------------------------------------------------------------------------- | ----------- | ------------ | ------------------ | -------------- | -------------- |
| August-Heine-Straße 19, 20, 21, 22, Kirche                                         | Ortskern    |              | 094 65477          | Denkmalbereich |                |
| Rainstraße, Ortsmitte (Karte)                                                      | Kirche      | St. Wigbert  | 094 05966          | Baudenkmal     | Weitere Bilder |
| Rainstraße 4 (Karte)                                                               | Pfarrhof    |              | 094 65326          | Baudenkmal     | BW             |
| Sittichenbacher Chaussee 4 (Karte)                                                 | Villa       |              | 094 65328          | Baudenkmal     | BW             |
| Wygbertgang 38, Grundstück gegenüber von Nr. 9, Scheune mit Giebel zur Schulstraße | Scheune     |              | 094 65331          | Baudenkmal     |                |

## Ehemalige Kulturdenkmale
| Lage | Bezeichnung | Beschreibung | Erfassungs- nummer | Ausweisungsart | Bild |
| --- | ----------- | ------------ | ------------------ | -------------- | ---- |
| Bornstedter Straße, nördlicher Ortsausgang in Richtung Zuckerfabrik, Grünanlage an einer Straßenkreuzung | Denkmal     |              | 094 16955          |                |      |
| Rainstraße 29, südlich außerhalb der Ortslage                                                            | Mühlenhof   |              | 094 09044          |                |      |
| Wygbertgang 9                                                                                            | Bauernhof   |              | 094 65329          |                |      |